# Normand Lockwood
Pour les articles homonymes, voir Lockwood.
Normand Lockwood (New York, 19 mars 1906 – Denver, 9 mars 2002) est un compositeur américain.

## Biographie
Il étudie la composition à l'Université du Michigan entre 1921 et 1924, puis à Rome, où il travaille la composition avec Ottorino Respighi, de 1925 à 1926 ; ainsi qu'avec Nadia Boulanger à Paris. Il remporte le Prix de Rome en 1929, ce qui  lui permet de poursuivre son travail à Rome. Il a été le représentant de Delta Omicron, une fraternité international de professionnels de la musique.

### Professeur
Lockwood retourne aux États-Unis en 1932, et devient professeur associé de composition et de théorie à l'Oberlin Conservatory. Il remporte deux fois une bourse de la Fondation Guggenheim  : en 1943 et 1944. Il enseigne à l'Université Columbia et à la Sacred School of Music, de 1945 à 1953, à ma Trinity University (Texas) de 1953 à 1955, à l'University of Wyoming de 1955 à 1957, à l'Université de l'Oregon en 1957–1959 et l'Université d'Hawaï de 1960 à 1961. Il a été compositeur en résidence de l'Université de Denver (Colorado) de 1961 jusqu'à sa nomination de professeur émérite en 1974.  Il meurt dans le Colorado, le 9 mars 2002, dix jours avant sont 96e anniversaire.

## Archives Normand Lockwood
« The Normand Lockwood Collection » est situé à l'American Music Research Center, aux archives de l'Université du Colorado à Boulder et rassemble du matériel datant des années 1921 à 1996. La collection occupe plus de cinquante mètres de linéaires et est composée de beaucoup de partitions originales, de notes personnels, de correspondances, des devoirs d'étudiant et d'enregistrements audio.

## Œuvres (sélection)
Lockwood compose des œuvres dans de nombreuses formes, mais il est surtout connu pour ses œuvres chorales fondées, pour la plupart, sur des textes sacrés. Il a composé également des opéras, des symphonies et des suites d'orchestre, ainsi que de la musique de chambre instrumentale et vocale.

### Chorale
- The Birth of Moses (1947)
- The Closing Doxology (1952)
- Prairie d'après des textes de Carl Sandburg (1953)

### Opéras
- The Scarecrow (1945)
- Early Dawn (1961)
- Wizards of Balizar (1962)
- The Hanging Judge (1964)
- Requiem for a Rich Young Man (1964)

### Orchestre
- Symphony (1941)
- Concerto pour orgue, 2 trompettes et 2 trombones (1951)[6]

### Musique de chambre
- Trio pour flûte, alto et harpe (1939)[7]
- Quatuor à cordes n° 3 (éd. 1948)
- To Margarita Debayle pour voix et piano  (1977)
- Trio pour violon, violoncelle et piano  (1984)
- Psalms 17 & 114 pour mezzo-soprano et orgue (1985)